# Gyllene horden
Gyllene horden (tatariska: Altın Urda; mongoliska: Зүчийн улс; ryska: Золотая Орда), ursprungligen Kiptjakkhanatet, är namnet på den statsbildning som skapades av de mongolstammar som på 1200-talet erövrade östra Europa och från början utgjorde den nordvästra delen av det enade Mongolväldet. Gyllene horden var under lång tid uppdelad i en västlig och en östlig del, Blå horden respektive Vita horden. Riket i helhet styrdes ofta av khanerna av Blå horden, men flera senare härskare härstammade från Vita horden.

## Namn
Namnet "Gyllene horden" kan ha sitt ursprung i ett språkligt missförstånd baserad benämning på dels en av de ingående stammarna, dels residensorten för denna stams khaner. Namnet lär komma av sir order ("gyllene läger") syftande på khanens rikt utsmyckade tält.

## Historia

### Ursprung
Efter Djingis khans död år 1227 erhöll hans fyra söner makt över varsin del av Mongolväldet, dock underställda en gemensam härskare vilket skulle ha blivit den äldste brodern, Jochi. Han dog dock ett halvår innan sin far och därför tillföll de västra delarna av väldet Jochis två söner: Batu blev khan av Blå horden och Orda blev khan av Vita horden. År 1235 erövrade Blå horden basjkirerna och sedan Volgabulgarien. 1237 invaderade man de ukrainska stäpperna och fördrev kumanerna varefter Batu lät erövra Krimhalvön. Nästa steg var att besegra resterna av Kievriket som gjordes till en vasallstat till Mongolväldet. Batu fortsatte med invasionerna av Östeuropa och besegrade 9 april 1241 Kungariket Polen i slaget vid Legnica och strax därefter Kungariket Ungern i slaget vid Muhi.

### Uppgång
I december 1241 dog storkhanen Ögödei och den mongoliska belägringen av Wien avbröts då Batu ombads infinna sig vid valet av ny storkhan i Karakorum. På vägen dit förstörde den mongoliska hären staden Pest i Ungern och man besegrade 1242 Bulgariska riket. Staden Saraj vid floden Volga etablerades som huvudort för Batus rike. Först år 1246 kunde valet av en ny storkhan för Mongolväldet genomföras efter att Batu slutligen gått med på att skicka representanter. I samband med detta svor de mäktigaste ryska furstarna trohet till Mongolväldet, de som vägrade underkasta sig såsom Mikael av Tjernigov eliminerades. Mongolerna koloniserade inte de erövrade länderna utan drev in skatt, tribut och förbehöll sig rätten att godkänna varje ny rysk furste samt intervenera för att slå ner uppror i vasallstaterna.
År 1248 befallde Güyük khan, den nya storkhanen, flera gånger att Batu skulle färdas österut för att möta honom. Güyük khan själv red västerut och Batu varnades att han riskerade bli tillfångatagen och att hans ätt var hotad. Samma år dog storkhanen, efter bara två år vid makten, och år 1251 valdes Möngke khan till storkhan med uppbackning av Batu och Gyllene horden. Relationen mellan Batu och Möngke var betydligt bättre och de två samarbetade för att bevara stabilitet i riket. Under Batu skickades en här för att delta i Hülegü khans invasion av Mellanöstern år 1256. Samma år dog Batu och efterträddes av sin son Sartaq som också dog år 1256. År 1257 besteg Batus yngre bror Berke tronen. 1259 besegrade han Daniel av Kiev efter invasionerna av Galizien och Volynien. Samma år lät Berke med framgång invadera Polen, Litauen och Preussen.

### Inbördeskrig
År 1259 var också året då Möngke khan dog och det var dags för val av ny storkhan. Berke stödde Ariq Böke medan rivalen Khubilai khan stöddes av Berkes kusin, Hülegü. Resultatet blev en tronföljdskris och ett inbördeskrig som kom att vara till 1264 då Ariq Böke erkände Khubilai khan som Mongolväldets storkhan. Berke höll sig militärt neutral i inbördeskriget och Gyllene horden skonades från de värsta stridigheterna.
År 1262 hamnade Gyllene horden i krig med Ilkhanatet under Hülegü. Dispyterna inkluderade ojämn fördelning av krigsbyten, flera fall då furstar från Gyllene horden i Hülegüs tjänst mystiskt avlidit och Hülegüs massakrer på muslimer under fälttågen i Mellanöstern. Avrättningen av kalifen Al-Musta'sim, som Berke haft en god relation med, gav också upphov till bitter fientlighet mot Hülegü. 1263 gick Gyllene hordens territorier i Transoxanien förlorade till Alghu, khan av Tjagataikhanatet och allierad med Hülegü. I slutet av 1265 eller början av 1266 dog Berke khan och efterträddes på Khubilai khans rekommendationer av Mengu-Timur.

### Fall
Från Gyllene Horden bröt ut sig 1438 Kazankhanatet, 1441 Krimkhanatet och 1485 Astrachankhanatet. Resten av Gyllene horden började kallas Stora horden.Från slutet av 1400-talet började Moskvafurstendömet att öka sin makt under ledning av storfursten Ivan III Vasiljevitj (Ivan den store) samtidigt som khanatets grepp över landet snabbt försvagades. Ivan III slutade att betala skatt till khanen, och 1502 var khanatets makt över de ryska furstendömena definitivt bruten. Gyllene horden existerade inte längre.

Gyllene horden kring år 1389.